# Kas (Fluss)
Der Kas (russisch Кас) ist ein 464 Kilometer (mit Quellfluss Bolschoi Kas) langer linker Nebenfluss des Jenissei am Ostrand des Westsibirischen Tieflands in Russland.

## Verlauf
Der Bolschoi Kas („Großer Kas“), wie der Fluss auf etwa der Hälfte seiner Länge bis zur Einmündung des Maly Kas („Kleiner Kas“) genannt wird, entfließt in etwa 175 m Höhe einem Sumpfgebiet im westlichen Zentralteil der Region Krasnojarsk, etwa 80 km nordwestlich von Jenisseisk. Er fließt zunächst in nordwestlicher Richtung, wendet sind bei der Einmündung des Maly Kas abrupt nach Nordosten und behält diese Richtung – immer auf dem Territorium des Rajons Jenisseisk der Region Krasnojarsk – bis zur Mündung bei, wobei er auf der gesamten Länge stark mäandriert. Der Kas mündet unterhalb des Dorfes Nischneschadrino in 48 m Höhe in einen linken Arm des Jenissei.
Einzig bedeutender Nebenfluss neben dem Maly Kas ist die Kassowskaja, die von rechts in den Unterlauf mündet.

## Hydrographie
Das Einzugsgebiet des Kas umfasst 11.200 km². In Mündungsnähe erreicht der Fluss eine Breite von fast 150 m bei einer Tiefe von über 1 m; die Fließgeschwindigkeit beträgt hier 1,0 m/s.
Der Kas gefriert von Anfang November bis Mitte Mai, worauf ein zwei Monate anhaltendes Sommerhochwasser folgt. Die Wasserführung unterhalb der Einmündung des Maly Kas, bei Alexandrowski Schljus 197 Kilometer oberhalb der Mündung, beträgt im Jahresdurchschnitt 53,5 m³/s bei einem Minimum von 20,7 m³/s im März und einem Maximum von 211 m³/s im Mai.

## Infrastruktur
Der Fluss ist auf 120 km ab der Mündung schiffbar.
Der Kas durchfließt sehr dünn besiedeltes Gebiet. Direkt am Fluss liegen nur das Dorf Nowy Gorodok mit dem Ortsteil Kassowo sowie die kleine Siedlung Alexandrowski Schljus bei der Mündung des Maly Kas.
Über den Maly Kas ist der Kas und damit das Flusssystem des Jenissei seit Ende des 19. Jahrhunderts mit dem des Ob verbunden: 1893 wurde der Ob-Jenissei-Kanal (auch Ket-Kas-Kanal genannt; Lage) eröffnet, der den Oberlauf des Maly Kas mit den Wodorasdelnoje-(oder Bolschoje-)See verbindet, der wiederum über Jasewaja, Lomowataja und Osjornaja zum rechten Ob-Nebenfluss Ket abfließt. Die Länge des eigentlichen Kanals beträgt nur 8 km, die des gesamten Wasserweges zwischen Kas und Ket über 200 km. Der Kanal war allerdings nur für Schiffe zwischen 8 und bei Hochwasser maximal 80 Tonnen während etwa dreieinhalb Monaten pro Jahr befahrbar, wurde nie auf die ursprünglich geplanten Ausmaße erweitert und geriet schon bald durch die Konkurrenz der Transsibirischen Eisenbahn ins Hintertreffen. Im Russischen Bürgerkrieg wurden die Schleusen beschädigt, der Kanal kaum noch und 1942 letztmals von Binnenschiffen befahren. Heute ist der durch entlegenes Gebiet führende Kanal nur noch mit Sportbooten befahrbar; der Ortsname Alexandrowski Schljus – „Alexander–Schleuse“ – erinnert an ihn.
Feste Straßen gibt es im durchflossenen Gebiet nicht. Unweit der Quelle kreuzt eine Piste den Fluss, die von Jenisseisk in das stromabwärts am linken Jenissei-Ufer gelegene Dorf Nowonasimowo führt.